# Paulo Vinícios
Paulo Vinícios Ferreira da Silva (Belo Horizonte, 23 de agosto de 2001) é um voleibolista indoor brasileiro atuante na posição de ponta, com marca de alcance de 347 cm no ataque e 325 cm no bloqueio,  medalhista de prata no Campeonato Mundial de Clubes de 2023 na Índia e da Copa América de 2025.

## Carreira
Em 2018, serviu a seleção brasileira na edição do Campeonato Sul-Americano Sub-19 em Sopó, na Colômbia, obtendo a medalha de ouro, atuando como oposto, e disputou edição do Campeonato Mundial Sub-19 de 2019 em Tunes, terminando na nona posição vestindo a camisa#7 finalizou na nona posição..
Em 2020, integrava as categorias de base do Minas Tênis Clube, sagrou-se campeão da  primeira edição da Copa Minas Sub-21 de 2021 e eleito melhor atacante, cedido por empréstimo ao Minas Tênis Náutico Clube disputou a Superliga Brasileira C de 2021, conquistaram o título e a promoção para a Superliga Brasileira B.
Em 2024, foi convocado para seleção brasileira de novos e terminou com o vice-campeonato no Torneio na Coreia do Sul. Em 2025, novamente convocado disputou no retorno da Copa América e obteve o título e foi nomeado o melhor jogador da competição.

### Itambé Minas
Desde a temporada 2019-20 tinha algumas oportunidades em jogos do elenco principal do Itambé Minas

### Praia Clube
Foi contatado para as competições de 2025-25 para atuar pelo Praia Clube.

## Títulos e resultados
- Superliga Brasileira A 2020-21
- Superliga Brasileira A 2021-22
- Superliga Brasileira A 2022-23
- Copa Brasil 2025
- Copa Brasil 2022
- Supercopa Brasileira de 2022
- Superliga Brasileira-Série C:2021
- Copa Brasil:2021
- Campeonato Mineiro 2020
- Campeonato Mineiro 2021
- Campeonato Mineiro 2022
- Campeonato Mineiro 2023
- Campeonato Mineiro 2024
- Copa Minas Sub-21:2021

## Premiações individuais
- MVP do Copa América de 2025
- 1° Melhor Ponteiro do Copa América de 2025
- Melhor Atacante da Copa Minas Sub-21 de 2021